# Tibidabo
Tibidado este, cu cei 532 de metri ai săi, vârful cel mai înalt al al munților Serra de Collserola, care domină Barcelona. Muntele este acoperit de o pădure de tip mediteranean, și găzduiește un parc de distracții, un turn de telecomunicații, Torre de Collserola, și o catedrală, Temple de Sagrat Cor. Numele Tibidabo provine din expresia latină „eo tibi dabo”.

## Etimologie
Numele de „Tibidabo” provine dintr-o sintagmă, din Vulgata (traducerea latină a Bibliei).
Se găsește în mai multe pasaje:
1. Contextul în care diavolul îl ispitește pe Isus:
- „... et dixit illi haec tibi omnia dabo si cadens adoraveris me.[1] În română: „...și-i zice: « Toate acestea ți le voi da, dacă vei cădea la pământ și mi te vei închina. »” (Matei 4:9) ;[2]
- … et ait ei tibi dabo potestatem hanc universam et gloriam illorum quia mihi tradita sunt et cui volo do illa.[3] În română: „Și-i zise diavolul: «Ție îți voi da toată această putere și măreția acestora, căci mi-a fost dată mie, iar eu cui vreau o dăruiesc. » (Luca 4:6). [4]

Prin aceste cuvinte, demonul încearcă să-l ispitească pe Isus pe un munte foarte înalt, unde îl condusese.
2. Această sintagmă se găsește și în Evanghelia după Matei 16:19:
- „… Et tibi dabo claves regni cælorum”, Isus spunându-i Sfântului Petru: « Ție îți voi da cheile Împărăției Cerurilor ».[5]

## Observatorul Fabra
Observatorul Fabra, situat aproape de vârful Tibidabo, la altitudinea de 415 metri deasupra nivelului mării, este un observator astronomic construit de arhitectul Josep Domenech i Estapà (1858–1917), la inițiativa lui marchizului Camil Fabra; inaugurarea observatorului a avut loc în 1904.

## Acces
Se poate accede pe Tibidabo cu automobilul sau cu un mijloc de transport public, cu tramvaiul, sau cu tipicul funicular, inaugurat în 1901. Prețul unui bilet este de 7,7 euro (aprilie 2014).
Pentru a accede la funicular, trebuie luat metroul (linia L7), apoi tramvaiul albastru sau autobuzul 196.